# Операция «Пьедестал»
Операция «Пьедестал» (англ. Operation Pedestal) — проведённая Великобританией операция по снабжению Мальты в ходе Второй мировой войны, в августе 1942 года, один из Мальтийских конвоев. В ходе операции, несмотря на большие потери, союзникам удалось доставить на Мальту топливо и другие запасы, необходимые для продолжения обороны острова.

## Предыстория
Эта последняя большая операция снабжения Мальты родилась из острой необходимости немедленно провести конвой после разгрома конвоя Harpoon. Решение было принято без колебаний, поскольку любое другое было фактически отказом от обороны острова.

## Подготовка
На подготовку операции было потрачено очень небольшое время. Выбранный для операции командующий, вице-адмирал Сифрет, был в море на обратном пути в Великобританию после проведённой операции по вторжению на Мадагаскар. Ему было приказано сойти в Такоради и вылететь в Лондон, чтобы начинать планирование операции 13 июля совместно с контр-адмиралами Бэрроузом и Листером, которые должны были стать его заместителями.
В основном, операция Pedestal была повторением Harpoon без восточной части операции и с бо́льшими силами флота метрополии, выделенными для её обеспечения. План был составлен по знакомому образцу, из нескольких соединений: основное соединение, Соединение «Z», действующее до Сицилийских проливов, Соединение «X», идущее на Мальту, соединение тральщиков для траления проходов, авианосцы для доставки дополнительных «Спитфайров» на Мальту (операция Bellows), танкеры дозаправки (Соединение «R») и свободные эсминцы, готовые заменить потери и ликвидировать неожиданную случайность. Был предусмотрен возврат с Мальты в Гибралтар судов, уцелевших в ходе операции Harpoon. Наконец, Средиземноморский флот должен был выполнить видимость конвоя в восточном бассейне, чтобы отвлекать внимание и разделить вражеские силы.
К 27 июля планы были разработаны, и 29 июля вице-адмирал Сифрет созвал на борту флагмана линкора Nelson, в Скапа-Флоу на Оркнейских островах, совещание командующих для подробных объяснений. 31 июля авианосцы Argus и Victorious вышли в сопровождении крейсера Sirius и эсминцев Foresight, Fury, Icarus и Intrepid из Скапа-Флоу для рандеву с остальным эскортом к западу от Гибралтара для учений (операция Berserk), которые предшествовали конвою. Эти учения должны были провести три авианосца, которые в последнее время не отрабатывали взаимодействие в вопросах управления и наведения истребителей.

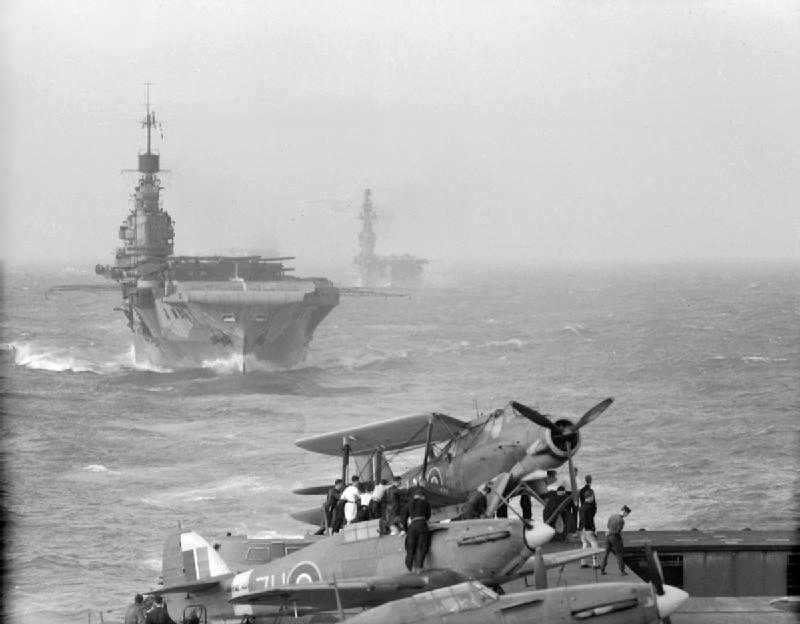
Авианосцы HMS Indomitable и HMS Eagle, снимок с палубы авианосца HMS Victorious, август 1942

Вице-адмирал Сифрет вышел из Скапа-Флоу 2 августа на линкоре Nelson, вместе с линкором Rodney, в охранении эсминцев Ashanti, Eskimo, Pathfinder, Penn, Quentin, Somali и Tartar, чтобы присоединиться к конвою WS-21S, который покинул Клайд в тот же день. Конвой состоял из четырнадцати судов: Almeria Lykes, Brisbane Star, Clan Ferguson, Deucalion, Dorset, Empire Hope, Glenorchy, Melbourne Star, Ohio, Port Chalmers, Rochester Castle, Santa Elisa, Waimarama и Wairangi, с сопровождением из крейсеров Kenya и Nigeria и в различные периоды эсминцев Amazon, Bicester, Blyskawica, Derwent, Icarus, Intrepid, Keppel, Lamerton, Ledbury, Malcolm, Penn, Sardonyx, Venomous, Wilton, Wishart и Wolverine. Совещание по конвою было проведено до выхода контр-адмирала Бэрроуза, который командовал соединением, идущим до Мальты. На переходе конвоя до Гибралтара было проведено много упражнений с использованием всех видов связи, чтобы достичь высокого уровня подготовки торговых судов, как в связи, так и в манёвре.
До операции Berserk и последующего прохода Гибралтарского пролива у Гибралтара происходило много перемещений. Авианосец Eagle, крейсер Charybdis и эсминцы Vansittart, Westcott и Wrestler вышли  в рамках Berserk 5 августа, крейсеры Kenya и Nigeria прибыли для заправки топливом очень рано 7 августа и ушли в 04:40 ещё в темноте, тогда как авианосец Indomitable и крейсеры Phoebe и Sirius с локальным эскортом из эсминцев Lightning и Lookout заправились после наступления темноты 8 августа.

## Переход конвоя

Операция Pedestal, 11—15 августа 1942

9 и 10 августа были самыми оживлёнными в связи с проходом конвоя через пролив в густом тумане в течение утренних часов 10 августа. Дополнительно к многочисленным заправкам кораблей всех классов, 9 августа вышла группа танкеров в составе Brown Ranger и Dingledale в сопровождении корветов Coltsfoot, Geranium, Jonquil, и Spiraea вместе с буксирами Jaunty и Salvonia. На Мальте осталось так мало топлива, что ни один из вышедших кораблей и судов не мог рассчитывать на дозаправку на острове; танкеры должны были оставаться на позиции в течение всей операции, чтобы эскорт мог вернуться в Гибралтар.
На 10 августа состав всех соединений, прошедших пролив, был следующим:
- Соединение «W»: линкоры Nelson и Rodney, авианосцы Eagle, Indomitable и Victorious, крейсеры Charybdis, Phoebe и Sirius и эсминцы Antelope, Eskimo, Ithuriel, Laforey, Lightning, Lookout, Quentin, Somali, Tartar, Vansittart, Wishart и Zetland.
- Соединение «X»: крейсеры Cairo, Kenya, Manchester и Nigeria, эсминцы Ashanti, Bicester, Bramham, Derwent, Foresight, Fury, Icarus, Intrepid, Ledbury, Pathfinder, Penn и Wilton и буксир Jaunty.
- Соединение «R»: танкеры Brown Ranger, Dingledale и корветы Coltsfoot, Geranium, Jonquil и Spiraea.
- Операция Bellows: «истребители для Мальты», включала авианосец Furious, который отделялся от основных сил конвоя под прикрытием эсминцев из «дополнительного» соединения.
- Дополнительное соединение эсминцев: Amazon, Keppel, Malcolm, Venomous, Vidette, Westcott, Wrestler и Wolverine.

Кроме того, стоит упомянуть соединения, находившиеся на Мальте:
- Соединение тральщиков, которое должно было тралить впереди по курсу конвоя на подходах к Мальте, состояло из четырёх кораблей: Hebe, Hythe, Rye и Speedy, плюс катера 121, 126, 134, 135, 168, 459 и 462.
- Соединение «Y», из судов Orari и Troilus с Мальты в сопровождении эсминцев Badsworth и Matchless. Все они оставались на Мальте после проведения операции Harpoon.

Три крейсера и 26 эсминцев заправились топливом от танкеров 11 августа, несмотря на постоянное слежение авиации противника. Авианосец Furious отделился от основных сил, чтобы начать операцию Bellows, посреди которой авианосец Eagle был торпедирован и затонул от атаки немецкой лодки U-73. 927 человек были спасены эсминцами Laforey и Lookout и буксиром Jaunty. Потеря Eagle лишила конвой трети истребителей прикрытия.
В наступающей темноте странами Оси совершались комбинированные атаки пикирующих бомбардировщиков и торпедоносцев, но без потерь для эскорта и конвоя. Этим завершились события дня 11 августа.

### 12 августа
Всё указывало на то, что 12 августа с рассвета начнутся массированные атаки, так как конвой вошёл глубоко в зону действия вражеских авиабаз, с которых, по оценкам, противник мог поднять около 600 боевых самолётов. Послевоенные данные указывают на 334 бомбардировщиков (включая 90 торпедоносцев) и 273 истребителей. Максимальная численность боеготовых самолётов на Мальте составляла 36 «Бофайтеров» (дальнего действия) и 100 «Спитфайров». Противовоздушная оборона конвоя после потери авианосца Eagle включала 34 самолёта «Харрикейн», 10 «Мартлет» и 16 «Фулмар».
Противовоздушная оборона состояла из постоянного воздушного патруля в 12 истребителей, который начал барражирование с 06:00. Первая воздушная атака началась вскоре после 09:00 и продолжалась в течение всего дня. Первого успеха противник добился после четырёх часов атак, когда судно Deucalion было повреждено бомбой. Оно отделилось от конвоя и в сопровождении эсминца Bramham пошло к Мальте вблизи Тунисского берега. Оба в течение дня подвергались безуспешной бомбардировке, но незадолго до сумерек авиационная торпеда поразила Deucalion, оно загорелось и в конечном счёте взорвалось.
Во второй половине дня на конвое несколько раз объявляли противолодочную тревогу, и в 16:00 совместная атака эсминцев Pathfinder и Zetland завершилась тем, что эсминец Ithuriel вынудил итальянскую лодку Cobalto всплыть на поверхность, после чего таранил и потопил её.

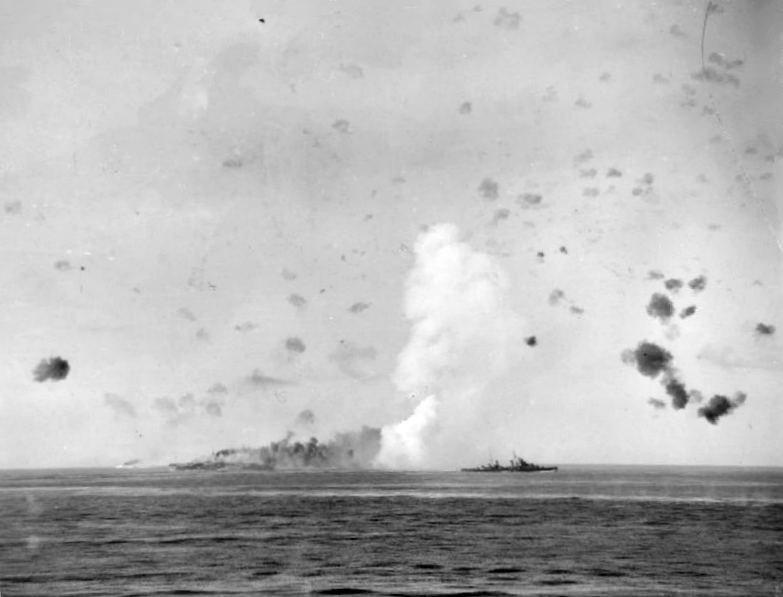
Крейсер HMS Charybdis прикрывает зенитным огнём повреждённый авианосец HMS Indomitable, 12 августа 1942

В 18:30 начался массированный, тщательно скоординированный воздушный налёт; около 100 самолётов в сопровождении истребителей атаковали с нескольких направлений. В результате боя эсминец Foresight был выведен из строя, и позже затонул. У авианосца Indomitable была повреждена до полной непригодности полётная палуба. Авианосец Victorious единственный сохранил боеспособность. Когда атака прекратилась, основным силам вице-адмирала Сифрета пришло время отделяться — в 19:00 соединение «W» повернуло на запад, соединение «X» продолжило сопровождение конвоя на Мальту.
Спустя всего час конвою был нанесён первый серьёзный ущерб. Итальянская подлодка Axum выпустила четыре торпеды, повредившие крейсеры Cairo и Nigeria и танкер Ohio. Nigeria повернул в Гибралтар, а Cairo затонул, таким образом эскорт лишился единственных кораблей, пригодных для наведения истребителей. В результате, когда примерно через 30 минут началась воздушная атака, а конвой был в некотором беспорядке от понесённых потерь, находившиеся в воздухе 6 истребителей Бофайтер в сумерках были бессильны отбить атаку. В ходе этой атаки судно Empire Hope получило попадание и было покинуто, всех уцелевших принял эсминец Penn. Судно Clan Ferguson было торпедировано и взорвалось; среди его груза было 2000 тонн авиационного бензина и 1500 тонн взрывчатых веществ. Тем не менее 96 человек с него достигли тунисского берега, и были интернированы вишистами. Судно Brisbane Star также было торпедировано и вышло из строя, о нём см. ниже. Наконец, довершая вечерний хаос, итальянская подлодка Alagi после 21:00 выпустила четыре торпеды в крейсер Kenya; он почти уклонился, но четвёртая торпеда попала в форштевень. Корабль продолжал движение с конвоем, и был способен дать скорость 25 узлов.
Узнав о потере двух третей крейсеров соединения, вице-адмирал Сифрет приказал крейсеру Charybdis, эсминцам Eskimo и Somali присоединиться к конвою, но они были не в состоянии выполнить это до 03:30 следующего дня. В полночь начали атаку торпедные катера, ожидавшие у мыса Бон. После 01:00 13 августа два итальянских катера торпедировали крейсер  «Манчестер». Впоследствии было решено его затопить, что и было сделано в 05:00. Большая часть уцелевших достигла берега Туниса и там была интернирована. В течение часа небольшие быстроходные катера выхватывали по одному разбросанные суда конвоя, из которых многие отстали и пытались его нагнать. Были потоплены суда Almeria Lykes, Glenorchy, Santa Elisa и Wairangi. Только судно Rochester Castle, получившее торпеду в правую скулу, уцелело и присоединилось к конвою, сохранив ход 13 узлов.

### 13 августа
Таким образом, обстановка на рассвете 13 августа была следующей: сопровождение из крейсеров Charybdis и Kenya и эсминцев Ashanti, Eskimo, Fury, Icarus, Intrepid, Pathfinder и Somali, транспорты Melbourne Star, Rochester Castle и Waimarama. Танкер Ohio в охранении эсминца Ledbury был в виду конвоя и нагонял, судно Dorset осталось на плаву, но без охранения где-то дальше за кормой, судно Port Chalmers в охранении эсминцев Bramham и Penn было примерно в десяти милях, а судно Brisbane Star шло, прижимаясь к тунисскому берегу.
Тем временем угроза от итальянских крейсеров существенно уменьшилась — отсутствие истребителей прикрытия (приоритет был отдан дневному прикрытию бомбардировщиков) и активность разведывательной авиации с Мальты вынудили их отойти на восток; самолёты с Мальты продолжали их тревожить. Заключительный удар итальянским крейсерам нанесла британская подлодка Unbroken (P-42) (командир — лейтенант, впоследствии вице-адмирал и кавалер Креста Виктории, Алистер Марс), которая повредила тяжёлый крейсер Bolzano, а другой торпедой оторвала нос лёгкому крейсеру Muzio Attendolo. Больше итальянские надводные корабли конвою не угрожали.

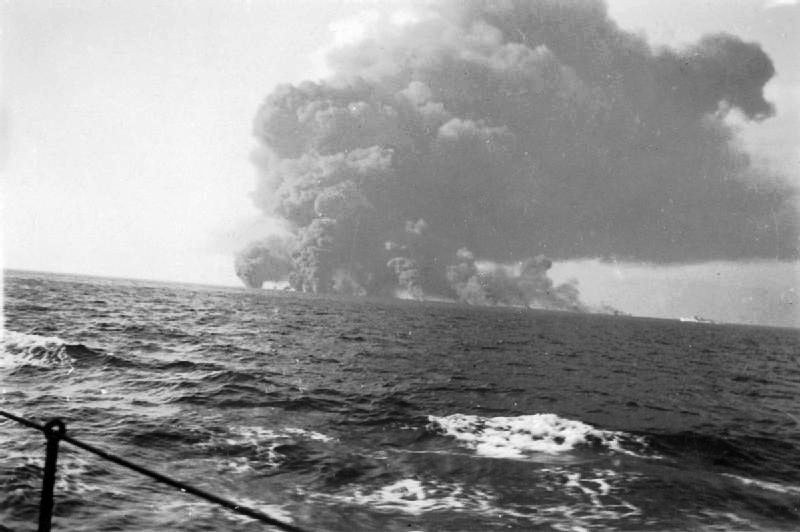
Взрыв парохода Waimarama, 13 августа 1942 года

События 13 августа для конвоя начались воздушной атакой сразу после 08:00, когда бомба попала в судно Waimarama. Взрыв уничтожил не только судно, но и атакующий бомбардировщик. Эсминец Ledbury спас не менее 45 человек из команды. В течение следующих девяноста минут следовали наиболее решительные атаки Ju-87, направленные на танкер Ohio. В то же время судно Dorset также получило попадание и потеряло ход, а судно Port Chalmers загорелось, но всё же продолжило движение в конвое. Заключительная воздушная атака прошла в 11:30, без потерь для конвоя. В 12:30 конвой достиг зоны досягаемости истребителей Мальты и продолжил путь без дальнейших проблем.
Эсминцы Bramham и Penn остались с двумя повреждёнными судами, эсминец Ledbury был отправлен искать крейсер Manchester, который, как считалось, ещё оставался на плаву, тогда как соединение «X» продолжило путь на Мальту, встретив тральщики с острова, которые проделали проход в минных полях. Они встретили конвой в 14:30 и привели суда Melbourne Star, Port Chalmers и Rochester Castle в Гранд-Харбор приблизительно в 18:00 13 августа. В это время тральщик Rye и два катера вышли на поиски танкера Ohio. Bramham, Ledbury и Penn в 20:30 получили приказ присоединиться к соединению «X»; соединение повернуло на запад и начало обратный переход в Гибралтар.

### 14 августа

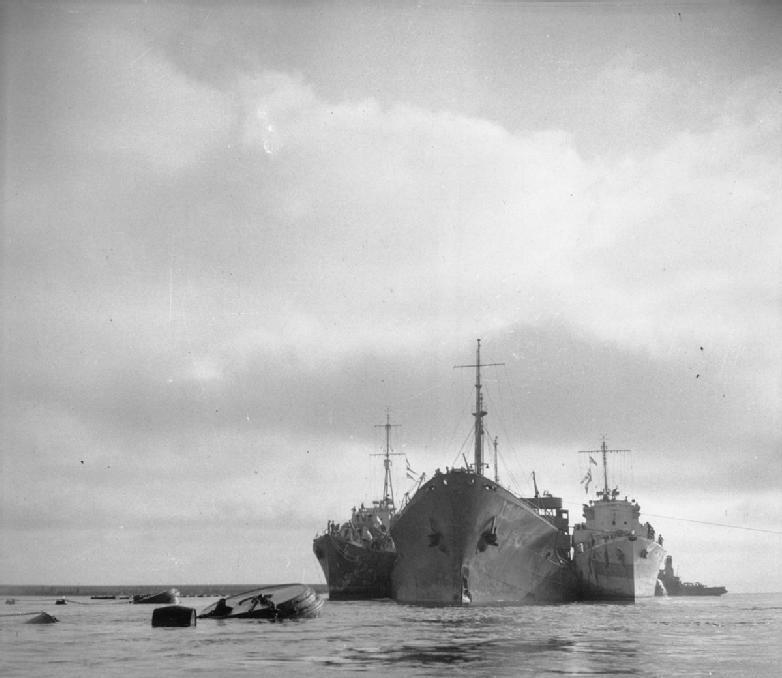
Танкер Ohio в сопровождении эсминцев

В темноте была предпринята ещё одна атака, в результате которой судно Dorset затонуло, а танкер Ohio снова получил попадание. Эсминцам Bramham, Penn и тральщику Rye было приказано опять идти к конвою, оставшуюся часть ночи потратили в безуспешных попытках буксировать Ohio, на рассвете к ним присоединился эсминец Ledbury.
Судно Brisbane Star тем временем также достигло Мальты, прижимаясь к Тунисскому берегу в течение 13 августа, а ночью предприняв бросок к острову. В течение дня, никем не атакованное, оно игнорировало требования всех французских сигнальных постов остановиться и отражало попытки официальных лиц подняться на борт и заставить его войти в порт, а также давление судового врача и спасённых, также требовавших захода судна во французский порт из-за тяжёлого состояния раненых. Тем не менее капитан был твёрд в своих намерениях и привёл судно на Мальту вечером 14 августа.

### 15 августа
В конце концов танкер Ohio был приведён в порт и посажен на мель, доставленное им топливо удалось откачать и использовать.

### Возвращение вспомогательных соединений

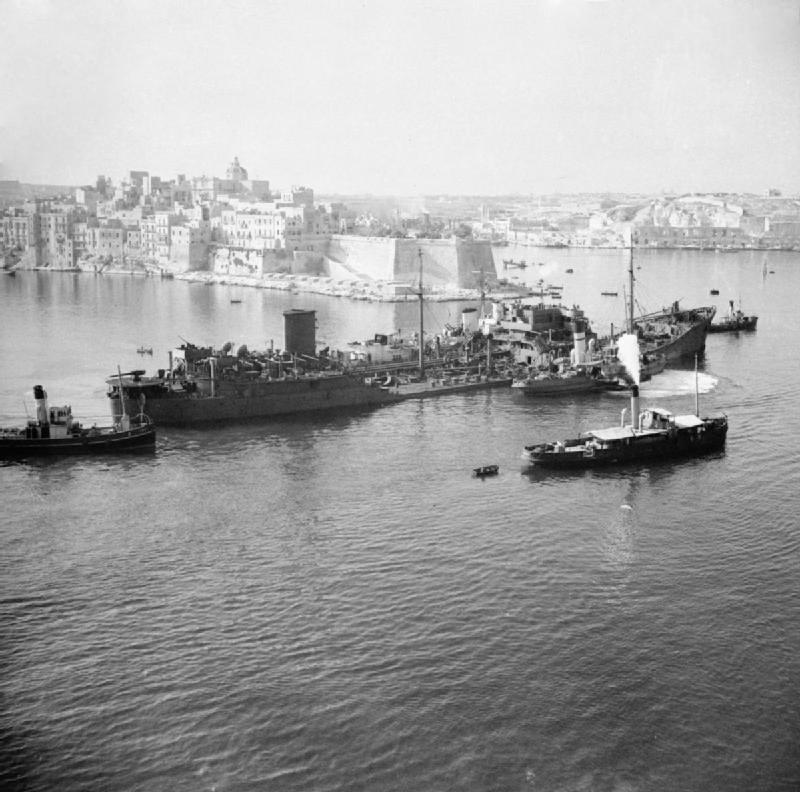
Танкер Ohio, доставленный на буксире в гавань Валлетты

Соединение «X» тем временем продолжило переход в Гибралтар, подвергшись атаке подлодки ранним утром 14 августа и двум воздушным атакам в течение дня. Повреждений они не нанесли и соединение встретилось с Соединением «Z» в 18:00, достигнув Гибралтара в 18:00 15 августа. Повреждённые корабли Соединения «Z», отправленные в базу ранее, также все достигли благополучно Гибралтара, кроме эсминца Foresight, который был потоплен пытавшимся его буксировать эсминцем Tartar. Соединение «R» также благополучно прибыло в Гибралтар 16 августа, и наконец прибыли три эсминца типа Hunt: Bramham, Ledbury и Penn, которые ненадолго задержались на Мальте после триумфального спасения танкера Ohio.

## Последствия
Суда, прибывшие на Мальту, доставили 32 000 тонн груза и 15 000 тонн топлива — достаточно, чтобы обеспечить Мальту (за исключением авиационного топлива) до декабря 1942 года.
Дальнейших операций с запада в 1942 году не предпринималось; внезапное освобождение Египта и Киренаики от неприятельской армии начиная с октября сделали переход из Восточного Средиземноморья гораздо безопаснее, а блокада с Мальты была фактически снята операцией Stoneage.